# Vipperød Pastorat
Vipperød Pastorat er et pastorat i Holbæk Provsti, Roskilde Stift med sognet Vipperød Sogn.

Sognet blev dannet 27. november 2011 (1. søndag i advent) ved sammenlægning af de tre sogne:
- Grandløse Sogn
- Ågerup Sogn
- Sønder Asmindrup Sogn

I pastoratet er der fire kirker
- Grandløse Kirke
- Ågerup Kirke
- Sønder Asmindrup Kirke
- Vipperød Sognegård